# Rödnäbbad and
Rödnäbbad and (Anas erythrorhyncha) är en afrikansk fågel i familjen änder inom ordningen andfåglar. Den hittas i växttäta våtmarker. Arten minskar i antal, men beståndet anses ändå vara livskraftigt.

## Utseende och läten
Rödnäbbad and är en medelstor (43-48 centimeter) simand med svartaktig hätta och nacke, kontrastrerande vit kind och starkt röd näbb. Kroppens fjädrar är mörkbruna med vita uddkanter. I flykten syns de gulbruna täckarna med ett svart streck tvärsöver. Könen är lika, och ungfåglarnas färger är mattare än de adultas. Hanen låter höra mjuka, nasala visslingar medan det från honan hörs kvackande läten. 

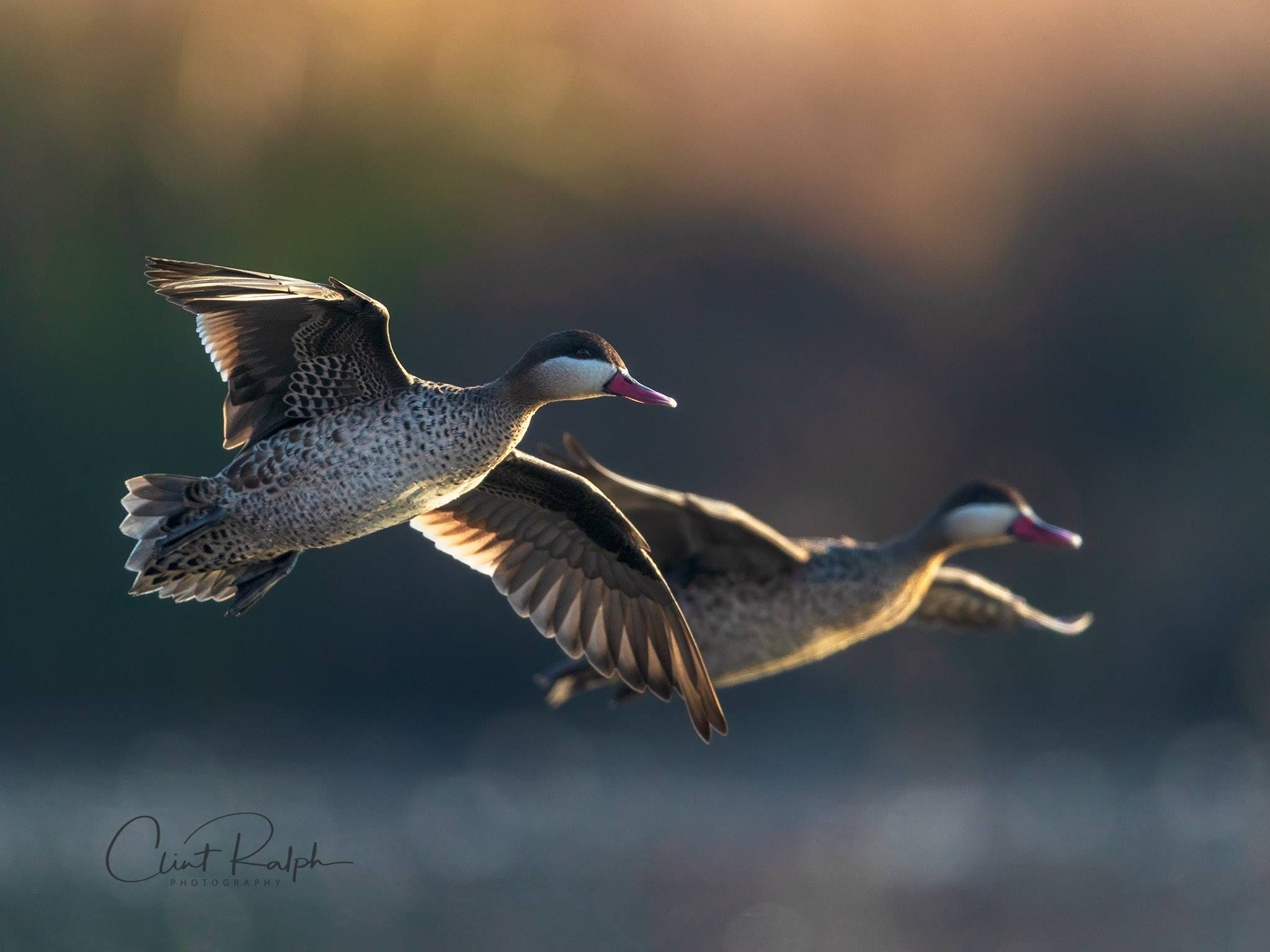
Rödnäbbad and i sydafrikanska Mpumalanga.

## Utbredning
Rödnäbbad förekommer lokalt i östra och södra Afrika och på Madagaskar. Den är mestadels en stannfågel men kan under torrsäsongen flyga långa avstånd för att hitta lämpligt vatten, upp till 1 800 kilometer. Två fynd har gjorts i Israel 1958 och 2015.

## Systematik
Arten är en nära släkting till gruppen stjärtänder där stjärtanden (Anas acuta) ingår, men också bahamaand (A. bahamensis), kerguelenand (A. eatoni) och gulnäbbad stjärtand (A. georgica). Den behandlas som monotypisk, det vill säga att den inte delas in i några underarter.

## Ekologi
Rödnäbbad and återfinns i våtmarker med mycket växtlighet i öppen terräng. Den påträffats också födosökande i bland annat risfält. Den födosöker mest nattetid under regnsäsong och intar allt från säd, frukt, rötter, växtdelar och gräs till mollusker, skalbaggar, kräftdjur, maskar, grodyngel och till och med fisk.

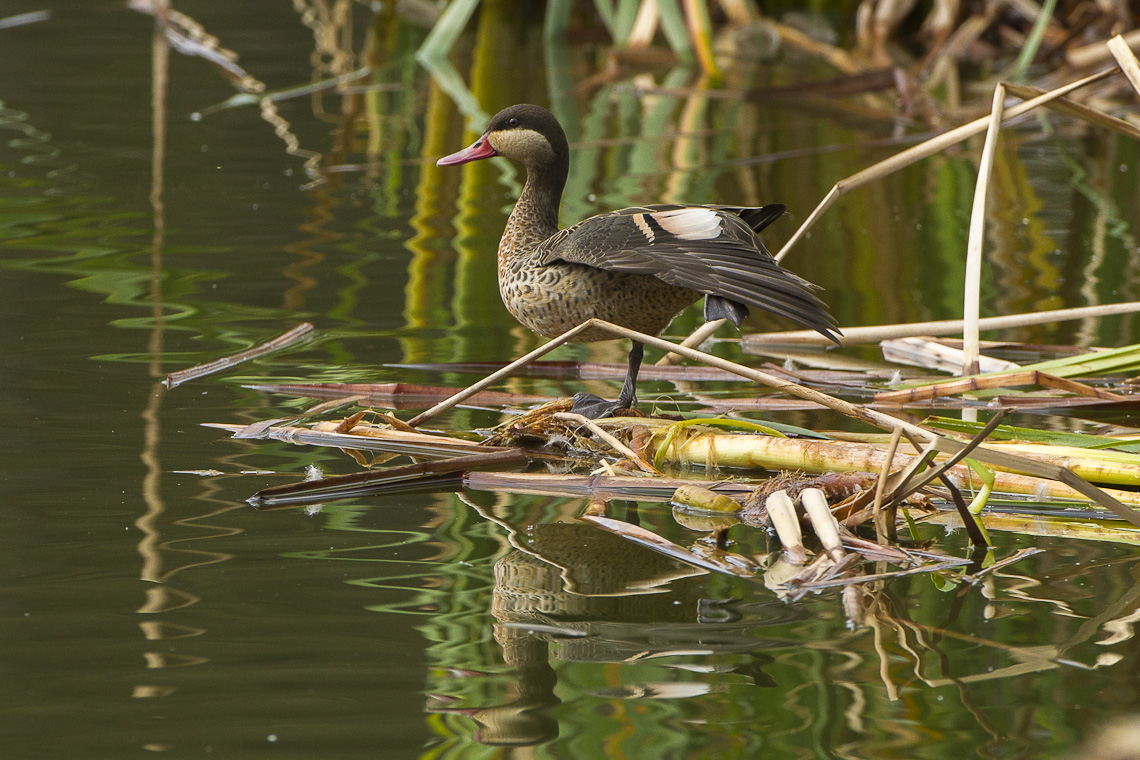
Rödnäbbad and fotograferad på Madagaskar.

Fågeln häckar på marken i tät vegetation nära vatten mellan december och april Utanför häckningssäsongen formar den stora flockar, exempelvis en halv miljon individer på sjön Ngami i Botswana.

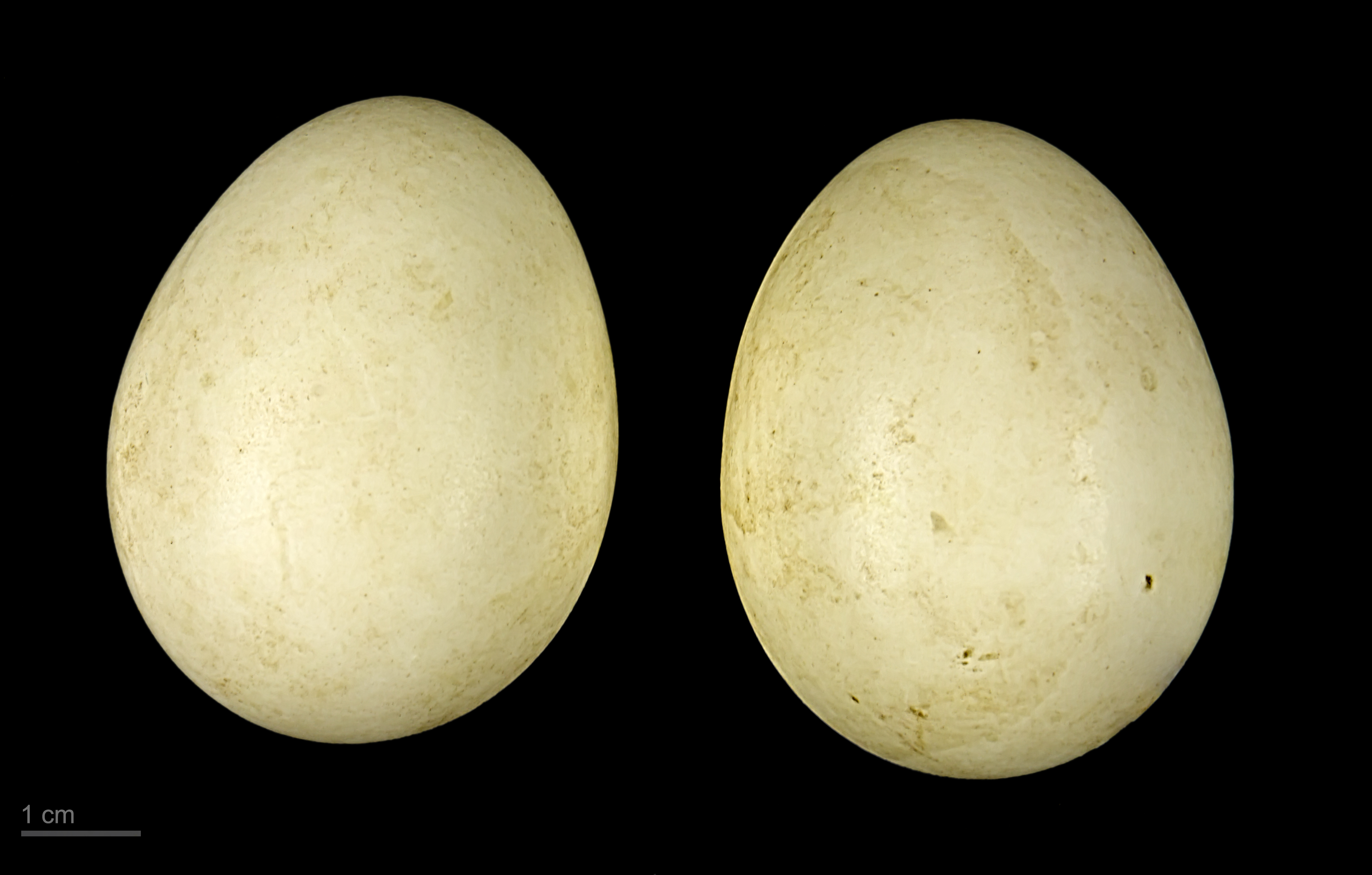
Ägg från rödnäbbad and, ett museispecimen.

## Status och hot
Arten har ett stort utbredningsområde och en stor population, men tros minska i antal, dock inte tillräckligt kraftigt för att den ska betraktas som hotad. IUCN kategoriserar därför arten som livskraftig (LC). Världspopulationen uppskattas till mellan 410 000 och 790 000 vuxna individer.

## Taxonomi och namn
Rödnäbbad and beskrevs som art av Johann Friedrich Gmelin 1789. Dess vetenskapliga artnamn '’erythrorhyncha betyder just "rödnäbbad", av grekiska eruthros för "röd" och rhunkos, "näbb".